# Mangora acre
Mangora acre là một loài nhện trong họ Araneidae.
Loài này thuộc chi Mangora. Mangora acre được Herbert Walter Levi miêu tả năm 2007.